# Pristoceuthophilus tuberculatus
Pristoceuthophilus tuberculatus is een rechtvleugelig insect uit de familie grottensprinkhanen (Rhaphidophoridae). De wetenschappelijke naam van deze soort is voor het eerst geldig gepubliceerd in 1908 door Caudell.